# جريف في شيانتي
جريف في شيانتي ، (بالإنجليزية: Greve in Chianti)‏، (الاسم القديم كان جريف) ؛ في عام 1972 تم تغيير اسمها إلى (جريف في شيانتي)، بعد إدراج تلك المنطقة في منطقة النبيذ كيانتي، هي مدينة و(بلدية) في مقاطعة فلورنسا، توسكانا، إيطاليا. تقع على بعد حوالي 31 كيلومترا (19 ميل) جنوب فلورنسا، و 42 كيلومترا (26 ميل) إلى الشمال من سيينا.

## السكان
في سنة 1861 بلغ عدد السكان 10٬776 نسمة، وتطور العدد ليصل في سنة 2011 لـ 13٬886 نسمة.
يظهر هذا المخطط البياني تطور النمو السكاني لـ جريف في شيانتي

## توأمة
لجريف في شيانتي اتفاقيات توأمة مع كل من:
- سونوما
- Veitshöchheim [الإنجليزية]‏
- أوكسار
- Brtonigla [الإنجليزية]‏
- Haapsalu (urban municipality) [الإنجليزية]‏

## أعلام
- جيوفاني دي فيرازانو